# Neopygoplus siamensis
Neopygoplus siamensis is een hooiwagen uit de familie Assamiidae.